# Aloïs Catteau
Pour les articles homonymes, voir Catteau.
Aloïs Catteau, né le 11 août 1877 à Tourcoing et mort le 1er novembre 1939 à Menin, est un cycliste belge.

## Biographie
- Cycliste professionnel de 1902 à 1911.

## Palmarès

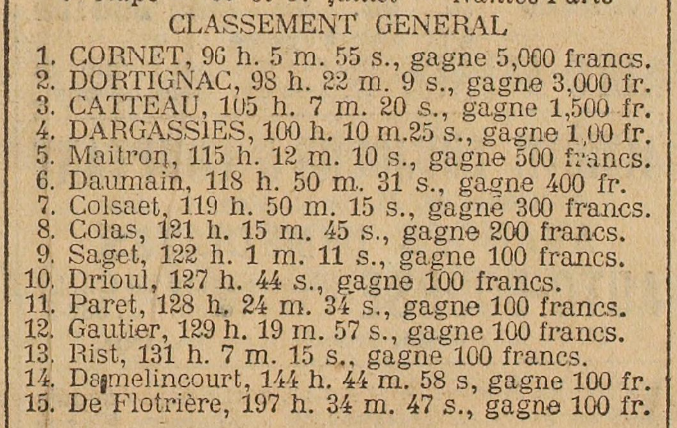
Classement général du Tour de France 1904 publié dans L'Auto du 2 décembre 1904.

- 1903
  - 10e du Tour de France
- 1904
  - Bordeaux-Paris
  - 3e du Tour de France
- 1906
  - 6e du Tour de France
  - 3e de Paris-Tourcoing
- 1907
  - 9e du Tour de France

## Résultats sur le Tour de France
- 1903 : 10e du classement général
- 1904 : 3e du classement général
- 1905 : 11e du classement général
- 1906 : 6e du classement général
- 1907 : 9e du classement général
- 1908 : 21e du classement général
- 1911 : Non Classé